# Тиханина, Елена Валерьевна
Елена Валерьевна Тиханина (род. 27 мая 1977, Ленинград, СССР, сейчас Санкт-Петербург, Россия) — российская шорт-трекистка. Выпускница Санкт-Петербургского университета технологии и дизайна (Факультет экономики и менеджмента). Закончила училище олимпийского резерва № 2 в Санкт-Петербурге. Мастер спорта международного класса. Приняла участие в Олимпийских играх 1994, 1998 годов. Бронзовый призёр командного чемпионата мира 1993 года. Неоднократная призёр Чемпионата Европы по шорт-треку 1997 года.

## Биография
Елена родилась в Ленинграде, где и встала на коньки в возрасте пяти лет. Когда она ещё посещала детский сад, мама - школьный преподаватель физкультуры, которая сама в юности увлекалась этим видом спорта, отвела её в секцию фигурного катания. К двенадцати годам юная фигуристка выполнила первый взрослый разряд в одиночном катании. Однажды после тренировки на льду питерского Дворца спорта "Юбилейный" долго задержалась в раздевалке, а когда вышла, то увидела на льду занятие группы спортсменов по шорт-треку. Там познакомилась с будущим своим заслуженным тренером РСФСР Людмилой Борисовной Павловской и уже в в начале марта 1990 года её взяли в секцию шорт-трека.
Она выигрывала несколько раз юношеские первенства страны с 1991 и по 1993 год, а в 1993 году дебютировала в составе национальной сборной России на Кубке Европы и заняла 7-е место в общем зачёте. На командном чемпионате мира в Будапеште в составе команды завоевала бронзовую медаль. После этого, как «подающую надежды», её взяли на зимние Олимпийские игры 1994 года, где она заняла лучшее 5-е место в составе эстафетной команды. В забеге на 500 метров заняла 17-е место, а на 1000 метров стала 24-й. 
- Чемпионка России 1997 года (многоборье)
- Бронзовый призёр Чемпионата России 2001 (1500 м)
- Серебряный призёр Чемпионата России 2001 (эстафета)
- Серебряный призёр Чемпионата России 2004 (1000 м)
- Чемпионка России 2004 (1500 м, эстафета)